# Singapur na Mistrzostwach Świata w Lekkoatletyce 2009
Singapur na Mistrzostwach Świata w Lekkoatletyce 2009 – reprezentacja Singapuru podczas czempionatu w Berlinie liczyła 2 zawodników.

## Występy reprezentantów Singapuru

### Mężczyźni
- Bieg na 110 m przez płotki
  - Abdul Hakeem Abdul Halim z czasem 14,63 zajął 43. miejsce w eliminacjach i nie awansowała do kolejnej rundy

### Kobiety
- Bieg na 100 m
  - Balpreet Kaur Purba z czasem 12,30 zajęła 44. miejsce w eliminacjach i nie awansowała do kolejnej rundy